# Aloe cooperi
Aloe cooperi är en grästrädsväxtart som beskrevs av John Gilbert Baker. Aloe cooperi ingår i släktet Aloe och familjen grästrädsväxter.

## Underarter
Arten delas in i följande underarter:
- A. c. cooperi
- A. c. pulchra

## Bildgalleri

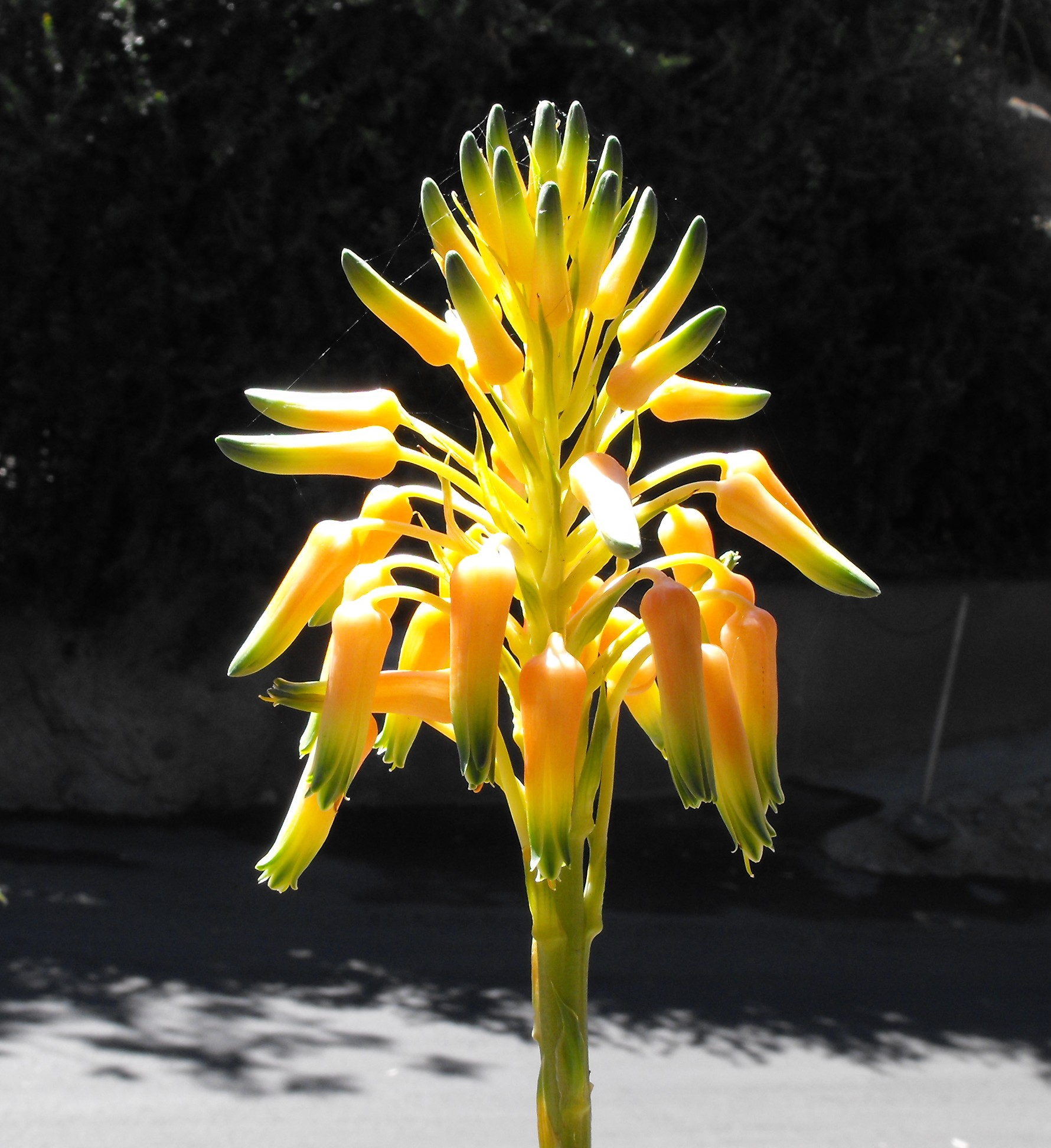
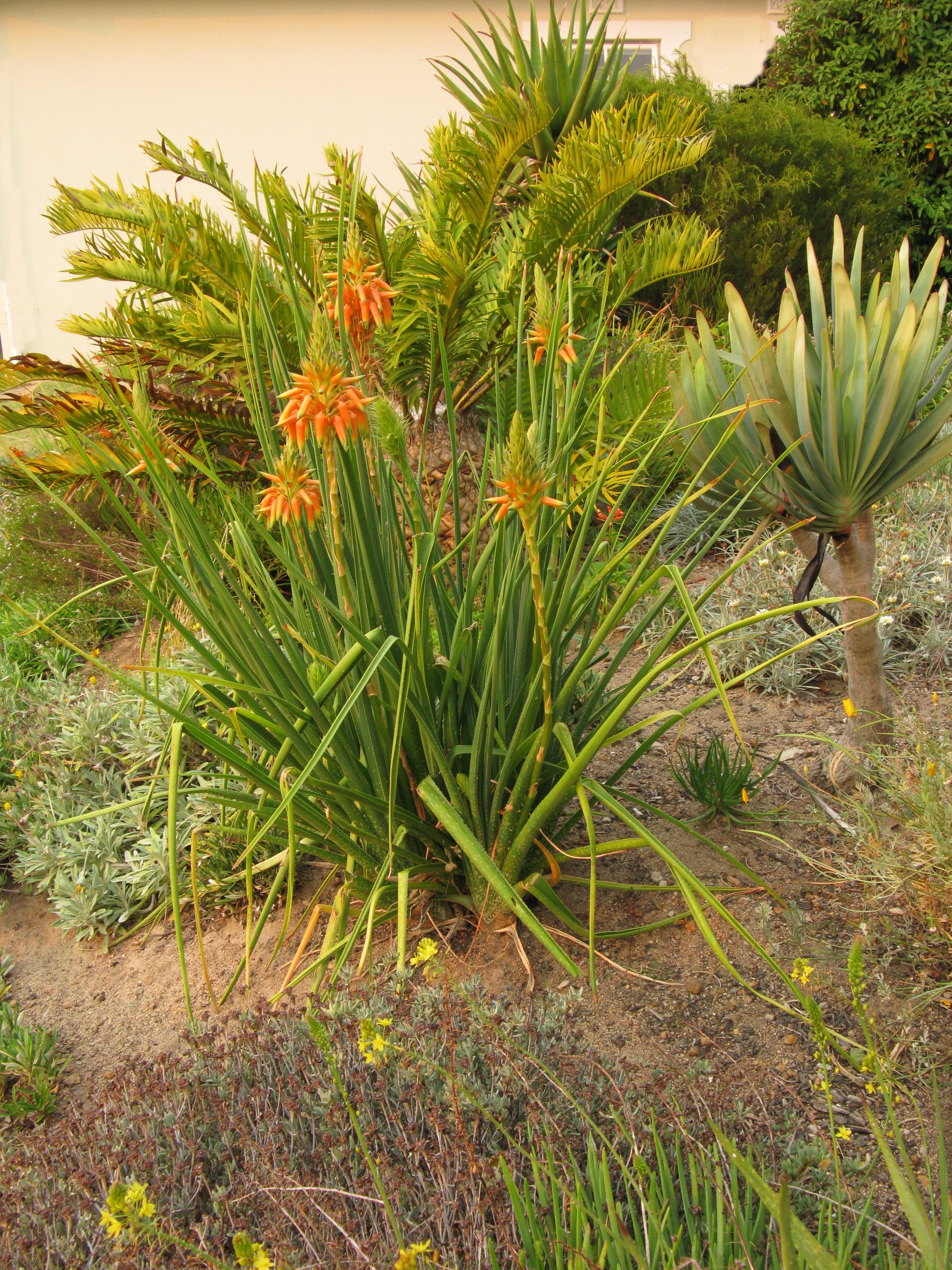
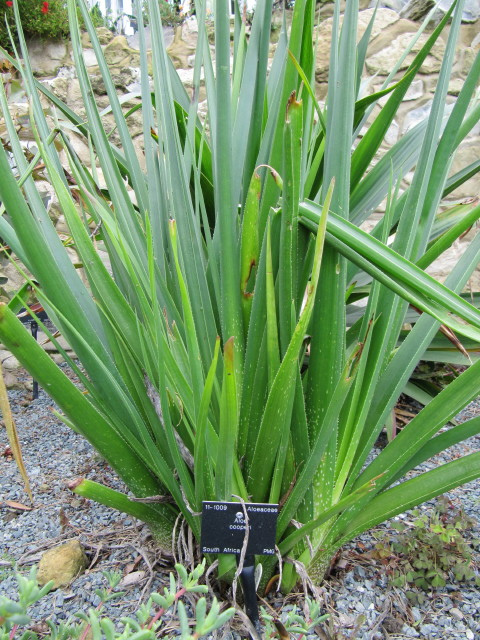